# Vernonanthura mariana
Vernonanthura mariana là một loài thực vật có hoa trong họ Cúc. Loài này được (Mart. ex Baker) H.Rob. miêu tả khoa học đầu tiên năm 1992.